# Tubulipora euroa
Tubulipora euroa är en mossdjursart som beskrevs av Ernst Marcus 1938. Tubulipora euroa ingår i släktet Tubulipora och familjen Tubuliporidae. Inga underarter finns listade i Catalogue of Life.